# Reichwein (adelsslægt)
Reichwein er en uddød dansk-norsk adelsslægt tilhørende lavadelen.

## Våben
En væbnet arm holdende en rød vindrueklase udi et blåt felt og oven på den åbne hjelm trende røde faner med et hvidt kors, af hvilke de trende yderste er ganske udslagne, medens den mellemste og tredje, som stander lige op, er sammenviklet; ellers er farverne omkring dette våben blåt og guld.

## Historie
Slægten er tysk og kom til Norge 1628 med den senere generalmajor og stiftsbefalingsmand i Bergen Stift Georg (eller Jørgen) Reichwein (1593-1667), som var født i Marburg i Hessen-Kassel, hvor hans fader angiveligt var skrædder. Reichwein blev adlet den 18. oktober 1655. Han var far til oberst Georg Reichwein den yngre (død 1715) og kaptajn Frederik Christian Reichwein (ca. 1660-1730). Førstnævnte var far til stiftamtmand i Akershus Stift, generalmajor Lorentz (eller Lars) Reichwein (ca. 1680-1735). Frederik Christian Reichwein var fader til generalmajor Nicolai Frederik Reichwein (1692-1761). Slægten uddøde i 1864 med hans brodersøns søn, postmester i Ærøskøbing, krigsråd Frederik Theodor Reichwein (1795-1864).